# Jean Rigaux
Pour l’article ayant un titre homophone, voir Jean Rigaud.
Pour les personnes ayant le même patronyme, voir Rigaux.
Jean Maurice Lucien Rigaux, né le 10 février 1909 dans le 9e arrondissement de Paris et mort  le 10 décembre 1991 à Champcueil (Essonne), est l'un des plus célèbres chansonniers français. Il est également acteur dans de nombreux films français.

## Biographie
Fils du baryton, directeur de théâtre, réalisateur et producteur Lucien Rigaux (1878-1954) et de sa première épouse la chanteuse Jeanne Petit, Jean Rigaux est durant de nombreuses années l'un des chansonniers les plus en vue du Théâtre des Deux Ânes.
Il épouse l'actrice Carmen Boni en 1938.
Il dirige le cabaret Le Vernet où il ne ménage pas les hommes politiques. Néanmoins, il reste ami avec eux : François Mitterrand sera témoin à son mariage. 
En mai 1946, un des cabarets dans lequel il joue est fermé quinze jours pour une blague antisémite, ainsi que le raconte Jean Galtier-Boissière dans son journal : « Le chansonnier Rigaux, au "Triolet" a l'habitude, avant son tour de chant, de faire prendre par un maître d'hôtel les noms des personnes qui occupent les tables les plus rapprochées du plateau. On lui apporte la liste, et il la lit devant son public : table n°1 M. Lévy, table n°2 M. Bloch, table n°3 M. Abraham, table n°4 M. Kohn... - Mais alors, dit-il, entre haut et bas, c'était pas des fours crématoires, c'était des couveuses ? Le mot était atroce et le cabaret de Rigaux a été bouclé pendant quinze jours. »
Quelques-uns de ses traits d'esprit lui valent d'être passé à la postérité.
Jean Rigaux avait été l'élève de Marcel Pagnol au lycée Condorcet à Paris.
Il est enterré au cimetière communal de Pierrefitte-sur-Seine. Une rue de Mériel porte son nom.

## Filmographie

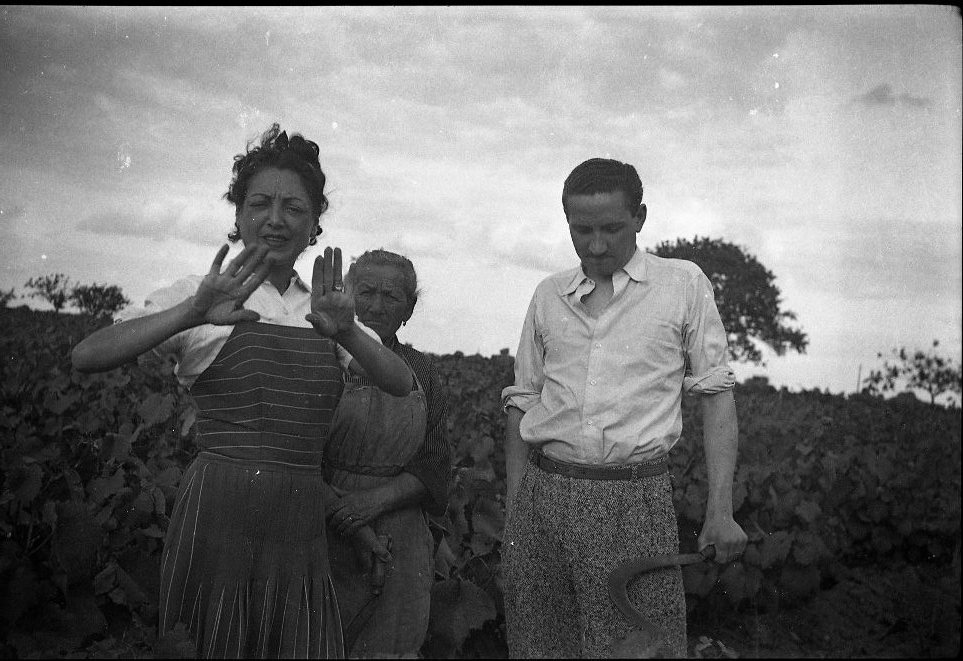
Jean Rigaux et son épouse Carmela en 1941.

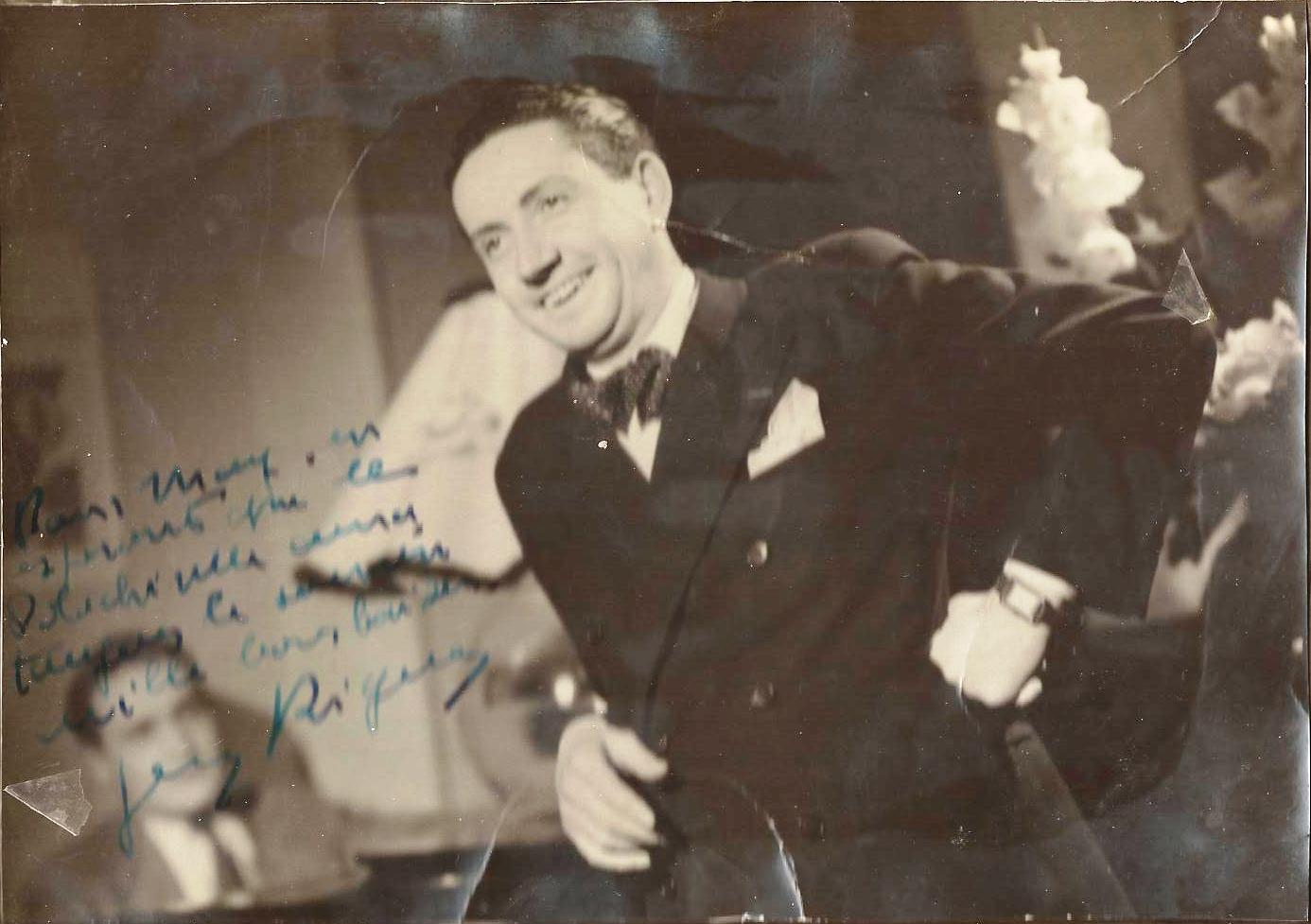
Jean Rigaux en 1941.

- 1932 : Une idée folle de Max de Vaucorbeil
- 1938 : La Goualeuse de Fernand Rivers
- 1941 : La Maison des sept jeunes filles d'Albert Valentin
- 1942 : À la belle frégate d'Albert Valentin
- 1942 : Défense d'aimer de Richard Pottier
- 1942 : La Femme perdue de Jean Choux
- 1942 : Fou d'amour de Paul Mesnier
- 1942 : L'Honorable Catherine de Marcel L'Herbier
- 1943 : Au Bonheur des dames d'André Cayatte
- 1943 : Mon amour est près de toi de Richard Pottier
- 1945 : Paméla, de Pierre de Hérain
- 1946 : Parade du rire de Roger Verdier
- 1949 : On répète au cabaret, court métrage de René Sti
- 1950 : Caprices de Paris, court métrage de René Sti
- 1952 : Rires de Paris d'Henry Lepage - Simple participation -
- 1956 : L'Homme à l'imperméable de Julien Duvivier
- 1956: L'Homme aux clefs d'or de Léo Joannon
- 1957 : Le Naïf aux quarante enfants de Philippe Agostini
- 1957 : Les trois font la paire de Sacha Guitry
- 1970 : Clodo de Georges Clair (uniquement la voix)
- 1973 : Le Trio infernal de Francis Girod
- 1976 : René la Canne de Francis Girod
- 1976 : Chantons sous l'Occupation, documentaire d'André Halimi (images d'archives)
- 1980 : La Banquière de Francis Girod

## Opérette
- 1952 : Schnock, opérette de Marc-Cab et Jean Rigaux, musique de Guy Lafarge, mise en scène d'Alfred Pasquali, création en avant-première à Lyon au théâtre des Célestins (26 septembre) puis en première à Paris à l'Européen (2 octobre).

## Discographie
78 tours
- La bombe atomique - Les B.O.F.  SOLAR AI 0847 (1948)
- Bossuet - Bayard  SOLAR AI 0849 (1948)
- Les docteurs I - Les docteurs II  SOLAR AI 0850 (1948)
- Schnock, extraits de l'opérette, enregistrement public réalisé à l'Européen PHILIPS 72 125 H (1952)

33 toursLes pochettes des disques sont illustrées notamment par Charles Kiffer ou Jan Mara.
- No 1 : Dans son tour d'horizon DECCA 133.052
- No 2 : L'investiture  DECCA 133.161
- No 3 : Dans son tour d'horizon. Histoires de Paris 3  DECCA 133.620
- No 4 : Dans son tour d'horizon. Histoires de Paris 4  DECCA 133.701
- No 5 : Vous nous faites... Suez !  DECCA 133.741
- No 6 : Mon voyage en Amérique. Histoires de Paris 6  DECCA 133.788
- No 7 : Ve dernière ! Histoires de Paris 7  DECCA 133.879
- No 8 : Dans la grandeur et dans la lune  DECCA 133.923[4]
- No 9 : En avant... URSS !  DECCA 133.937
- No 10 : Les grandes Rigaux... lades !  DECCA 133.987
- No 11 : La Cinquième consolidée  DECCA 134.027
- No 12 : A Tire la Rigaux  DECCA 134.042

33 tours (hors-série)
- Rires à gogo  DECCA 99.055
- Vive le franc Rigaux  DECCA 100.054
- Rendez-vous à Mexico DECCA 154.138
- Je roule pour vous  DECCA 154.200
- Une mémoire... très spéciale !  DECCA 259.136
- Histoires de... Jean Rigaux  VEGA 16263
- Histoires à basculer sur ses pompes  VEGA 16314
- Les meilleures histoires de Jean Rigaux  PICKWICK MPD 715

Super 45 tours
- No 1 : Histoire de s'marrer un peu  DECCA 460.615
- No 2 : Nouvelles histoires... oh... oh !...  DECCA 460.689
- No 3 : Mes histoires... à faire rougir les écrevisses !  DECCA 460.697
- No 4 : Il vaut mieux entendre ça que d'être sourdingue !  DECCA 460.705
- No 5 : Strip tease... à mots découverts  DECCA 460.719
- No 6 : Histoires sensas !... Pour les plus de dix-huit ans de Saint... Trop !  DECCA 460.722
- No 7 : Histoires à s'mordre la joue !  DECCA 460.727
- No 8 : Divers sports... et sports d'hiver !  DECCA 460.732
- No 9 : Toubib or not Toubib - La Titine à son Tintin - Histoire de fric et de frac - Polyçoneries  DECCA 460.744
- No 10 : En soulevant la feuille de vigne...  DECCA 460.786
- No 11 : Les dernières histoires  DECCA 460.815
- No 12 : [sans titre]  DECCA 460.916
- No 13 : [sans titre]  DECCA 460.936

Super 45 tours (hors-série)
- Jean Rigaux chez le Général  DECCA 461.126
- Hue coquette...  DECCA 461.149
- Rigaux et la chienlit  DECCA 461.172
- Drôle de rentrée  DECCA 461.173
- Quoi de neuf en 69 ?  DECCA 461.195
- A vos marks !  DECCA 461.199
- En plein pop  DECCA 461.208
- En Chine avec Nixon  DECCA 461.209

Disques publicitaires
- Rigaudrioles, sketches inédits de Jean Rigaux pour le vigneron Henri Maire. 45 tours souple, réalisation Multi-Technique Paris.
- Jean Rigaux à sa façon... vous parle de l'automobile, super 45 tours pour la société Holts, 40 ans au service de l'automobile.
- Histoires à PEP ! Histoires à SAPEP !, 33 tours pour la Société pour l'Approvisionnement des Entreprises de Peintures (SAPEP), réalisation Multi-Technique Paris BAL 41 10.

## Publications
- 1932 : Tierce et... Belette par Jean Marsac, Jean Rigaux et Raymond Souplex. Leurs histoires les plus marrantes, éditions Raoul Solar, Monaco, collection Les grands chansonniers de Paris. Réédité en 1945.
- 1945 : Jean Rigaux, ses meilleures histoires, extrait de Tierce et... Belette, éditions Raoul Solar, Monaco, collection Les grands chansonniers de Paris.
- 1948 : Une heure avec Jean Rigaux, préface de Pierre Dac, illustrations de F. D'Hey, éditions Solar, collection Le Livre parlant. Coffret avec 3 disques SOLAR.
- 1952 : Jean Rigaux, ma vie et mes histoires, par Caro Canaille, illustrations de Jean Effel, préfaces de Jeanne Petit (mère de Jean Rigaux) et d'André Marie (ministre de l'Éducation nationale), éditions de Paris, collection Les Troubadours du siècle.
- 1952 : Des histoires du tonnerre ! par Jean Rigaux, éditions Jean Picot, Paris.
- 1975 : Eh ben, ça va très bien ! par Jean Rigaux, éditions Robert Laffont, Paris.
- Sans date : A travers la chanson et la poésie par Jean Rigaux.